# Miskolczy Dezső
Miskolczy Dezső (Baja, 1894. augusztus 12. – Budapest, 1978. december 31.) magyar orvos, neurológus, a modern ideg- és elmeorvoslás egyik úttörője. Kutatási területe az ideg- és elmegyógyászat, az idegrendszer ép- és kórszövettana volt.
1930-tól 1940-ig a szegedi Ferenc József Tudományegyetemen tanszékvezető az Ideg- és Elmegyógyászati Klinikán. 1940-től 1945-ig a kolozsvári egyetemen tanszékvezető, 1944–45-ben rektor is. 1945–1964-ig a Marosvásárhelyi Orvostudományi Karon tanszékvezető. 1964–1969-ig a budapesti Orvostovábbképző Intézet tanszékvezetője. Az MTA levelező tagja 1939-től, rendes tagja 1946-tól. A magyar agykutatás egyik úttörője, állami díjas, posztumusz Magyar Örökség díjas.

## Életpályája
Miskolczi Ferenc (1866–1950) és Nagy Czirok Ilona (1876–1915) elsőszülött gyermekeként született. Apja földművesként, később a járásbíróságon irodavezetőként dolgozott, s végül irodafőtisztként ment nyugdíjba. Érdekelték a természettudományok, s az ő nevéhez fűződik a Bácskai Méhészeti Egyesület létrehozása is. Testvérei voltak Miskolczy Ferenc festőművész, szobrász és Miskolczy László Kossuth-díjas (1955) építész. Anyja négy fiúgyermek világra hozatala után, 39 éves korában hunyt el hashártyagyulladásban.
Miskolczy Dezső a váci elemi iskolás évei után a Bajai Ciszterci Rend Katholikus Főgimnáziumába került. Sikeres érettségije után, 1911-ben Budapesten, az orvosi karon kezdte el egyetemi tanulmányait. Ezt azonban az I. világháború alatti kötelező katonai szolgálat miatt kénytelen volt megszakítani. 1914. április 1-jén bevonult katonának, majd ugyanezen év októberétől az orosz fronton teljesített egészségügyi szolgálatot. 1918-as leszereléséig kórházvonatokon, és több katonai kórházban is dolgozott. Ezután visszatért az egyetemre, és 1919. augusztus 9-én megkapta orvosi diplomáját.
Először 37 éves korában nősült meg. Borbíró Márta Klárától egy fia, Gábor és egy lánya, Orsolya Ilona született. 1940-es válásuk után első felesége a Nobel-díjas kutatóval, Szent-Györgyi Alberttel kötött házasságot.
Miskolczy Dezső 1946-ban nősült meg újra, gróf Béldi Zsuzsannát (özvegy gróf Toldalaghy Józsefné) vette feleségül és adoptálta gyermekeit, Zsuzsannát és Orsolyát. Ebből a házasságból egy fiú, Miskolczy Ambrus született. Második feleségével Erdélyben élt, onnan csak neje halála után jött haza. Magyarországra elkísérte néhai nejének rokona és kitartó ápolója, Huszár Erzsébet bárónő, akit nyugdíjas korában feleségül vett.
1978. december 30-án, 85. életévében hunyt el Budapesten. A Farkasréti temetőben helyezték örök nyugalomra.

## Munkássága
Orvosi diplomáját 1919-ben szerezte, de már 1913-ban Schaffer Károly agykutató mellett vizsgálta az idegrendszer finomabb szerkezetét. Kétéves diplomával Schaffer professzor gyakornoknak nevezte ki az általa vezetett Agyszövettani Intézetben, majd 1922-től tanársegédként tevékenykedett. Az itt véghezvitt tudományos kutatásai révén 1924/25-ben megkapta a Rockeffeller-ösztöndíjat. Ez lehetőséget adott neki egy tanévet Madridban tölteni, a Nobel-díjas spanyol idegkutató, Santiago Ramón y Cajal Agyszövettani Intézetében.
36. születésnapján, 1930-ban kinevezték a szegedi Ferenc József Tudományegyetem Ideg- és Elmegyógyászati Klinikájára egyetemi nyilvános rendkívüli tanárnak. Fáradozásait bizonyítja, hogy szegedi évei alatt Agykutató Intézetet szervezett, és létesített egy biokémiai laboratóriumot is. 1940-ben a Ferenc József Tudományegyetem Szegedről visszaköltözött Kolozsvárra, ahol Miskolczyt helyezték az Ideg-, és Elmeklinika élére. Kérésére az Agykutató Intézetet is áttelepítették Szegedről. A kolozsvári klinikán a hadi események sem befolyásolták, munkakörét nem hanyagolta el. Szembeszállt a nyilasok kiürítési rendeletével, ezzel megmaradt a magyar egyetem folytonossága. A kolozsvári gettó felállításakor tizenhat zsidó beteget a klinikáján rejtett el.
A Bolyai Egyetem Orvosi Karának Marosvásárhelyre való átkerülése után Miskolczy Dezső idegsebészeti osztályt létesített ott, majd később ideg- és elmekórtant adott elő, mint kinevezett tanár. Mellette volt tanársegéd 1950-52 között Komjátszegi Sándor, a későbbi idegsebész. Miskolczy 1949 és 1953 között bevezette az endokrinológia tárgykör oktatását is.
Több invitálás után végül 1964 szeptemberében, 24 évi távollétet követően tért haza Budapestre, ahol az Orvostovábbképző Intézetben ellátta a neurológia tanszék vezetői feladatkörét. 1969-es nyugdíjazása után sem hagyta abba tudományos tevékenységét, szerkesztőként dolgozott az Ideggyógyászati Szemlénél, valamint az Orvostudomány című folyóiratnál.
Miskolczy Dezső iskolát teremtett Szegeden, Kolozsváron, Marosvásárhelyen, s tudományos munkássága révén aktív résztvevője lett a magyar neurológia és pszichiátria 1960-as évekbeli fellendülésének.

## Tudományos működése és eredményei

### 1923
Adatok az idegregeneráció kórszövettanához
Ez a munkája alapozta meg madridi tanulmányútját, ahol Santiago Ramon y Cajal álláspontját képviselte a Cajal és Golgi között zajló neuron-tan vitában, s részt is vállalt Cajal fáradalmas munkájában. Véleményük beigazolódott: a neuron sejttesttel és nyúlványokkal rendelkezik, s mind anatómiailag, mind fejlődéstanilag önálló egységet alkot, mely ingerületét átadja egy vagy több szintén önálló sejtnek.

### 1925
Ebben az évben megjelent dolgozataiban támogatja a neuron-tant. Kifejti, hogy a sejttest sérülése következtében az axon degenerálódik, és szinapszisok vannak a nyúlványok végén. Munkájának fontos eredménye egyes pályarendszerek agykérgi végződésének lokalizációja. Kitartásának eredménye, hogy tisztázta az embriók idegrost-velősödésének idejét a különböző rostrendszerekben. 
Kutatásait Cajal is elismerte. A Nobel-díjas kutató Miskolczyt kérte meg, hogy a Bumke-Foerster Handbuch der Neurologie c. kézikönyvbe írt tanulmányát ültesse át spanyol nyelvből németre.
Emellett írt az Orvosi Hetilapba madridi tapasztalatairól.

### 1926
Zeitschrift für die gesamte Anatomie und Entwicklungsgeschichte
Figyelemreméltó dolgozatában kifejti, hogy az idegrendszer központi pályái miért kereszteződnek.

### 1920-as évek vége
- Az ideges reszketés kezelése
- Van-e lucidum intervallum?
- Elme- és idegbetegek hízlalása insulinnal
- Veseműködés és idegrendszer
- A gerincvelő-daganatok felismerése
- A körülírt nagyagyi sorvadás felismerése

Ezen közleményekben jelen vannak az elméleti szintű alapkutatások és a klinikán szerzett tapasztalatok egyaránt.

### 1930
Az átöröklés és nevelés

### 1933–1937
Az 1930-as években Kaczvinszky János-plakettet kapott. 1935-ben a »Société de Neurologie de Paris« külföldi levelező, majd 1939-ben a Gesellschaft, Deutscher Neurologen und Psychiatern is levelező tagjává tagjává választotta.
1936-ban jelent meg Schaffer Károllyal közösen írt monográfiája: Anatomische Wesensbestimmung der hereditär-organischen Nerven- Geisteskrankheiten, két évvel később pedig szintén tanítómesterével írt Histopathologie des Neurons.
Vizsgálta az öregkori agyi elváltozásokat, valamint az elmebetegségek szervi alapjait is.
- A schizophrenia kórszövettanáról
- Családi kézközépcsont-rövidülés és elmezavar
- A schizophrenia tüneteinek anatómiai alapja
- Az elmebetegségek kezdeti tünetei
- Über Frühsymptome der Schizophrenie

### 1940
Kramár Jenővel és Csajaghy Mártával dolgozott együtt a dysentria okozta elváltozások leírásán.

### 1948
- A bőrfestenyzettség zavara és a hypophysis-daganat
- A növés zavarai
- A hypophysis betegségei
- A hypothalamos kórtana

### 1957
Tehetség és agyvelő:
A Morfopathologia sistemunului nervos című, Bukarestben megjelent könyv két fejezete köthető a nevéhez.

### 1958
Csíky Kálmánnal szerkesztett Idegkórtan c. tankönyv, társszerző Máthé Ákos.

### 1960
Megjelent tanulmánya a különböző lipoidosisokról, a Niemann-Pick, a Tay-Sachs-Schaffer és a Hand-Schüller-Christian betegségekről. Ezek összefoglalását olvashatjuk a Marosvásárhelyen román nyelven megjelent Date clinice, histopatologice si biochimice asupra lipoidoselor cerebrale c. műben. (Miskolczy számos írása megjelent a magyar nyelven kívül németül, erdélyi távolléte alatt pedig románul is)

### 1968
A bel- és ideggyógyászat határterületi kérdései. (Szerk.) Budapest, Medicina. 243 p.

### 1973
Ebben az évben került kiadásra A múlt magyar tudósai sorozatban könyve, melyet Schaffer Károlyról írt.

## Művei
- Schaffer Károly. A múlt magyar tudósai. Akadémiai Kiadó, Budapest, 1973.

## Hatása
Miskolczy Dezső professzor felhívta a későbbi generációk figyelmét az agykutató intézetek fontosságára, hiszen szorgalmas, kimeríthetetlen munkája a kutatóintézetek megszervezésére összpontosult. Alaptudományos kutatásaival nemcsak a klinikai kutatásokat és a betegellátást fejlesztette, hanem a magyar modern neurológia fejlődéséhez is jelentékeny mértékben hozzájárult.
Életben tartotta a magyar nyelvű egyetemi oktatást, valamint lehetővé tette, hogy ne vesszen el az erdélyi magyar értelmiség. 
Ma is neves kutatók hivatkoznak rá, s ezzel sokat tesznek azért, hogy Miskolczy Dezső neve és oly fontos eredményei ne tűnjenek el. Számos munkájában említi őt Timothy J. Crow, szkizofrénia-kutató, kinek tudományos érdeklődése különösen a major elmezavar természetének és okának feltárására összpontosul. Eredményei azt mutatják, hogy ezek a betegségek gyakran együtt járnak gondolkodásbeli rendellenességgel és hallucinációval, és korai- vagy közép felnőttkorban jelentkeznek először. Crow professzor March 27, 1827 and what happened later-the impact of psychiatry on evolutionary theory c., 2006-ban megjelent munkájában olyan tudós-óriások mellett tünteti fel Miskolczy Dezső nevét és fényképét, mint Charles Darwin, Paul Broca vagy Noam Chomsky.

## Szerkesztőbizottsági tagság
- Acta Med. Szeged (1936)
- Acta Med. Kolozsvár (1940–1945)
- Orvosi Szemle/Revista Medicala, Marosvásárhely (1964-ig)
- Neurologie, Psihiatrie, Neurochirurgie, Bukarest (1964-ig)
- Studii si Cercetari de Neurologie, Psihiatrie, Neurochirurgie, Bukarest (1964-ig)
- Ideggyógyászati Szemle, Budapest (1965–1978)
- Orvostudomány, Budapest (1965–1978)

## Tudományos tisztség
- ETT elnök, Dtsch. Akad. der Naturforscher Leopoldina, Halle, tag (1938)
- Román Akadémia teljes jogú t. tag (1955), t. tag (1965)
- Az Orvostudományi Szakosztály Értesítőjének szerkesztője 1946 és 1948 között.

## Társasági tagság

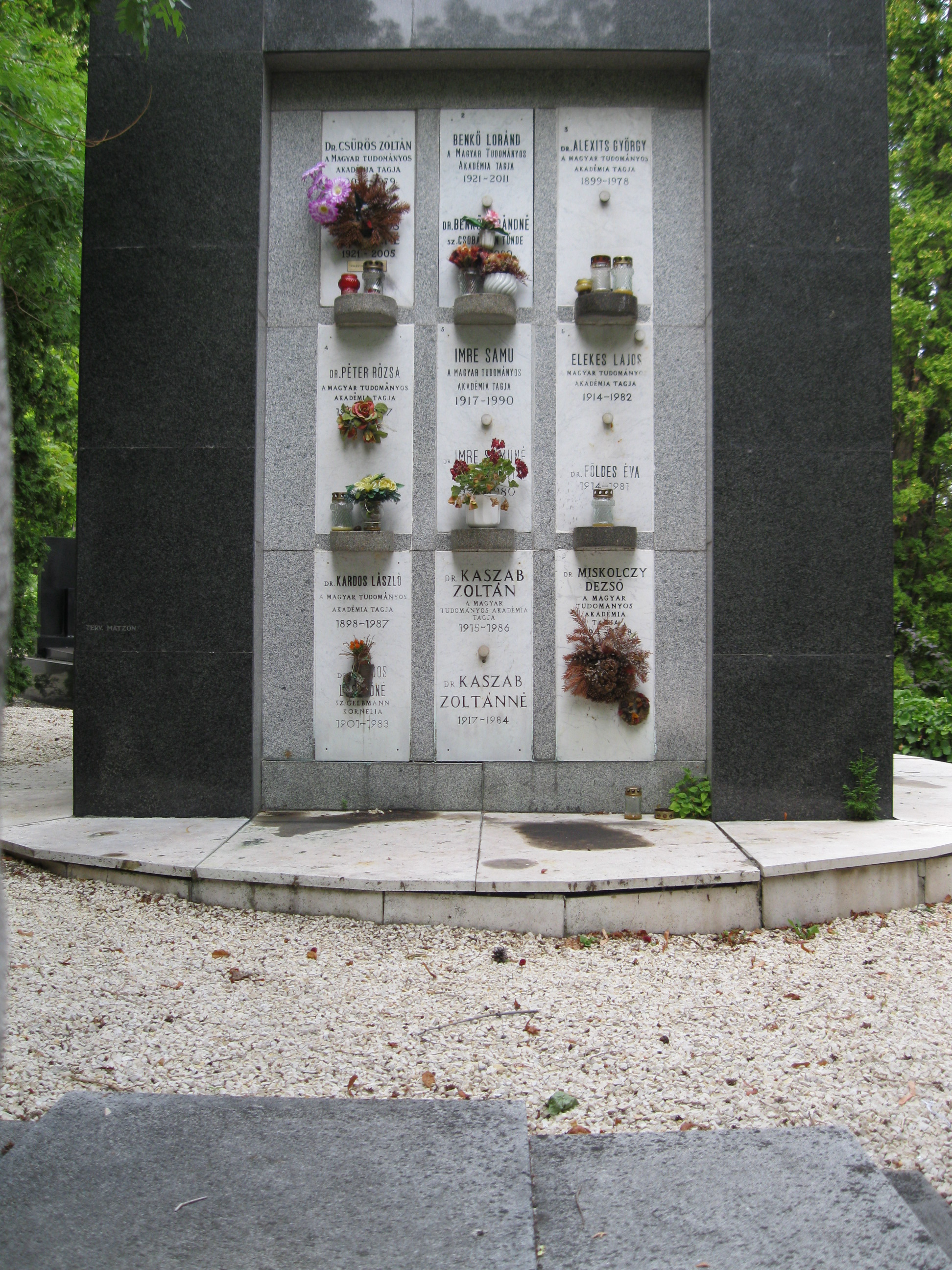
A Farkasréti temető Urnaháza. Itt található Miskolczy Dezső urnafülkéje is, 9. kazetta

- Budapesti Orvosegyesület Ideg- és Elmekórtani Szakosztály, (1926)
- Magyar Ideg- és Elmeorvosok Egyesülete, alelnök, (1937)
- Magyar Pszichológiai társaság, társelnök, (1942)
- Magyar Ideg- és Elmeorvosok Társasága, elnök, 1965–1970, örökös díszelnök (1970–)
- Román Orvostudományi Társaság, marosvásárhelyi fiók, elnök, (1953–1964)
- Ges. Deutscher Neurologen und Psychiater, levelező tag (1939)
- Soc. Française de Neurologie, tiszteletbeli tag (1957)
- Fédération Mondiale de Neurologie (1962)
- Balkáni Orvosszövetség, alelnök, (1963)
- Arbeitsgemeinschaft der Neuropathologen des WVN levelező tag, (1964)
- Vereinigung Deutscher Neuropathologen und Neuroanatomen, levelező tag (1964)
- Nemzetközi Neuropatológiai Társaság, tiszteletbeli tag az első tíz között, (1970)

## Díjak, elismerések
- Balassa János-emlékérem, 1948
- Munka Érdemrend II. fokozat, 1954 (Bukarest); I. fokozat, 1955 és 1956
- „A haza felszabadulásának 20. évfordulója” érdemrend, 1964 (Bukarest)
- Román Népköztársaság Csillaga I. fokozat, 1964
- Munka Érdemrend arany fokozat, 1967, 1969
- Semmelweis Ignác-emlékérem, 1969
- Állami Díj II. fokozat, 1973 – Életművéért, az elme- és idegkórtan (különösen az elme- és idegbetegségek kórszövettana) terén kifejtett kutatómunkájáért és klinikai tevékenységéért.
- A Magyar Népköztársaság Zászlórendje II. fokozat, 1974.
- Magyar Örökség díj (posztumusz, 2009)